# Zyzzyzus floridanus
Zyzzyzus floridanus är en nässeldjursart som beskrevs av Petersen 1990. Zyzzyzus floridanus ingår i släktet Zyzzyzus och familjen Tubulariidae. Inga underarter finns listade i Catalogue of Life.